# Polemikí Aeroporía
La Polemikí Aeroporía (in greco Πολεμική Αεροπορία?, letteralmente "Aviazione Militare", spesso abbreviata in HAF dalle iniziali della denominazione in lingua inglese Hellenic Air Force) è l'attuale aeronautica militare della Grecia e parte integrante delle forze armate greche.
La missione della Hellenic Air Force è quella di proteggere lo spazio aereo greco, fornire assistenza aerea all'esercito ellenico e alla marina militare ellenica, nonché fornire supporto umanitario in Grecia e in tutto il mondo. Comprende circa 33.000 effettivi attivi, di cui 11.750 sono ufficiali di carriera, 14.000 sono coscritti professionali (ΕΠ.ΟΠ.), 7.250 sono coscritti volontari e 1.100 sono donne. Nel periodo 1935-1973, durante il Regno di Grecia, la denominazione ufficiale della forza aerea era Ellinikí Vasilikí Aeroporía (Ελληνική Βασιλική Αεροπορία, acronimo EBA; letteralment Regia Aeronautica Ellenica o Royal Hellenic Air Force - RHAF). Il motto della Hellenic Air Force è l'antica frase greca «Aien Hypsikrateîn» (Αἰὲν Ὑψικρατεῖν, tradotto "dominare sempre le altitudini"). L'emblema della forza armata rappresenta un'aquila in primo piano e come sfondo la coccarda.

## Storia
La storia dell'aeronautica ellenica ebbe inizio nel 1911, quando il governo greco incaricò specialisti francesi di costituire un servizio di aviazione ellenico e sei ufficiali furono inviati in Francia per addestramento, mentre contemporaneamente vennero ordinati i primi quattro aerei Farman. Il primo volo civile greco venne effettuato l'8 febbraio 1912 con un velivolo Nieuport IV che nello stesso giorno effettuò un secondo volo con a bordo il primo ministro Eleutherios Venizelos.
Il primo volo militare venne effettuato il 13 maggio 1912 dal tenente Dimitrios Kamberos che nel giugno successivo effettuò un volo con un Farman "Daedalus" che era stato trasformato in idrovolante stabilendo un nuovo record mondiale di velocità di 110 km/h (68 mph) e iniziando la storia dell'aviazione navale ellenica che sarebbe stata costituita nel 1914 dal comando in capo della Marina greca. Nel settembre dello stesso anno nell'esercito greco venne costituito la prima squadriglia aerea (Λόχος Αεροπόρων). Aviatori greci presero parte alle guerre balcaniche, alla prima guerra mondiale e alla guerra greco-turca.
Nel 1930 venne istituito il ministero dell'aviazione e vennero unificati il servizio aereo dell'esercito e il servizio aeronavale della marina che andarono a costituire l'aeronautica militare greca che costituì la terza forza armata greca. Nel 1935, con il ritorno della monarchia, che era stata abolita nel 1924, la denominazione dell'aeronautica greca cambiò in Ellinikí Vasilikí Aeroporía cioè Regia Aeronautica greca.

### Organigramma
- Stato maggiore

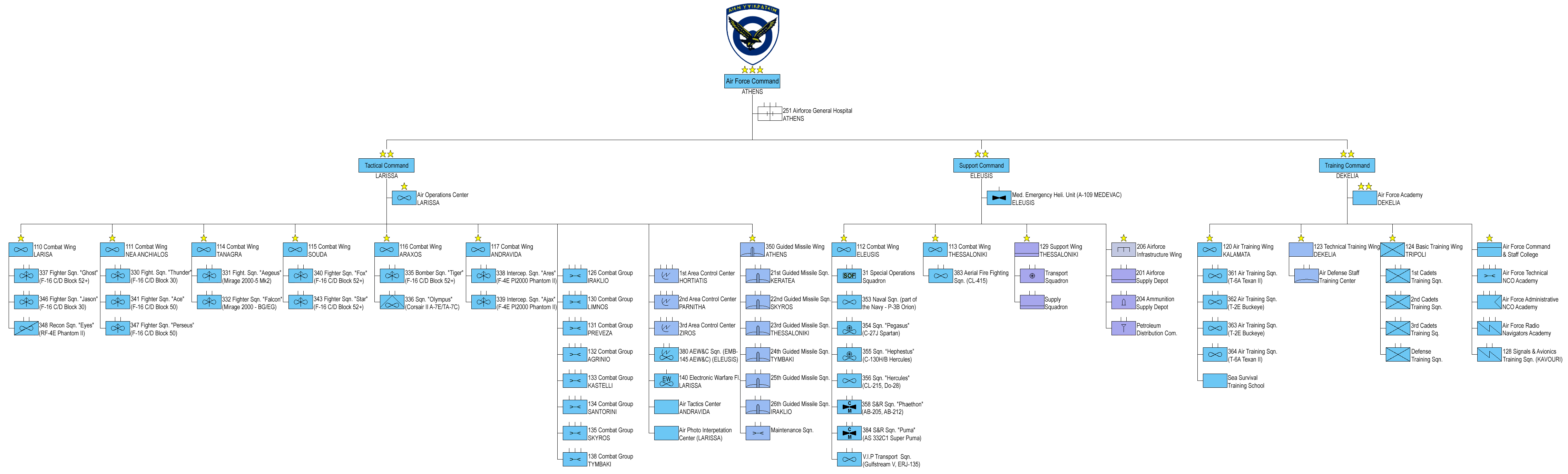
Organigramma dell'aeronautica greca

  - 251º Ospedale Generale dell'aeronautica, Atene
  - Centro di Medicina dell'Aeronautica
  - Supremo Comitato medico
  - Corte di Ahene
  - Polizia militare (Αερονομία)
  - Servizio meteorologico nazionale
  - Centro di coordinamento soccorso
  - Centro di sicurezza
- Comando tattico
  - Centro operazioni di Larissa[2][3]
  - 110º stormo caccia Larissa AB
    - 337º squadriglia ognitempo "Ghost" – (F-16C/D Block 52+)
    - 348º squadriglia da ricognizione "Eyes" – (RF-4E Phantom II)

  - 111º stormo caccia Nea Anchialos AB
    - 330º squadriglia intercettori "Thunder" – (F-16C/D Block 30)
    - 341º squadriglia cacciabombardieri "Aces" – (F-16C/D Block 50)
    - 347º squadriglia cacciabombardieri/intercettori  "Perseus" – (F-16C/D Block 50)

  - 114º stormo caccia Tanagra
    - 331º squadriglia caccia ognitempo "Theseus" – (Mirage 2000-5 Mk2)
    - 332º squadriglia caccia ognitempo "Falcon" – (Mirage 2000BGM/EGM3)

  - 115º stormo cacciabombardieri Baia di Suda, Creta
    - 340º squadriglia cacciabombardieri "Fox" – (F-16C/D Block 52+)
    - 343º squadriglia cacciabombardieri "Star" – (F-16C/D Block 52+)

  - 116º stormo bombardieri Araxos AB
    - 335º squadriglia bombardieri "Tiger" – (F-16C/D Block 52M)
    - 336º squadriglia bombardieri "Olympus"

  - 117º stormo caccia Andravida AB
    - 338º squadriglia bombardieri "Ares" – (F-4E PI2000 Phantom II)
    - 339º squadriglia intercettori  "Ajax" – (F-4E PI2000 Phantom II)

  - Radar
    - 1ª Area di controllo centrale – Chortiatis, call sign "Topsy"
    - 2ª Area di controllo centrale – Parnete, call sign "Mambo"
    - 3ª Area di controllo centrale – Ziros, call sign "Kronos"

  - Gruppi di combattimento
    - 126 CG Candia (chiuso nel 2015)
    - 130 CG Lemno
    - 131 CG Aktion
      - squadriglia UAV "Acheron" (EAB Pegasus II)[4]

    - 133 CG Kasteli, Candia
    - 135 CG Sciro

  - Distaccamenti
    - Distaccamento di Rodi
    - Distaccamento di Scarpanto
    - Distaccamento di Agrinio
    - Distaccamento di Santorini
    - Distaccamento di Kavala
    - Distaccamento di Timbaki

  - 350º stormo missilistico Tessalonica
    - 11° GMS – Candia - (S-300PMU-1 & TOR M1)
    - 21° e 22° GMS – Keratea e Sciro – (MIM-104 Patriot PAC-3)
    - 23° e 24° GMS – Tessalonica e Timbaki – (MIM-104 Patriot PAC-3)
    - 25° e 26° GMS – Creta e Tanagra – (MIM-104 Patriot PAC-3, Crotale NG/GR e TOR M1)
    - squadriglia manutenzione

  - Unità speciali
    - 380º squadriglia AEW&C "Uranus" – Eleusi – (Embraer E-145H Erieye)
    - Centro tattico aereo & scuola armi tattiche – Andravida
    - Cemtro interpretazione fotografia aerea – Larissa
    - 140º gruppo guerra elettronica – Larissa
    - Centro addestramento strumenti di volo – Larissa
- Comando supporto
  - 112º stormo caccia, Eleusi AB[5]
    -       - 31º squadriglia CSAR/operazioni speciali
      - 352º squadriglia da trasporto VIP "Cosmos" – (Embraer ERJ-135ER e Gulfstream V)
      - 354º squadriglia TAS "Pegasus" – (C-27J Spartan)
      - 355° squadrigliaa da trasporto/SAR "Hephestus" – (Bombardier CL-215)
      - 356º squadriglia da trasporto "Hercules" – (C-130B/H Hercules)
      - 358º squadriglia SAR" ''Faethon''– (elicotteri AB 205-205A1, AB 212 e Agusta A-109E)
      - 384º squadriglia SAR "Puma" – (elicotteri AS-332 Super Puma)

  - 113º stormo caccia Tessalonica AB
    - 383º squadriglia antincendio/C-SAR "Proteus" – (Bombardier CL-415)

  - 206º stormo infrastrutture
    - 201° Deposito rifornimenti dell'Aeronautica
    - 204° Deposito rifornimento munizioni
    - Comando distribuzione carburante
- Comando addestrativo dell'Aeronautica
  - Accademia dell'aeronautica militare greca, Dekelia AB[6]
    - 360ª squadriglia addestramento "Thales" – (T-41D Mescalero)

  - 120º stormo da addestramento Calamata AB
    - 361º squadriglia addestramento "Mystras" – (T-6A Texan II)
    - 362º squadriglia addestramento "Nestor" – (T-2E/C Buckeye)
    - 363º squadriglia addestramento "Danaos" – (T-2E/C Buckeye)
    - 364º squadriglia addestramento "Pelops" – (T-6A Texan II)

  - Scuola di addestramento alla sopravvivenza in mare
    - 123º Stormo addestramento tecnico Dekelia AB

  - Centro addestramento difesa aerea
    - 124º stormo addestramento di base Tripoli, Arcadia
      - 1º squadriglia addestramento cadetti
      - 2º squadriglia addestramento cadetti
      - 3º squadriglia addestramento cadetti
      - Squadriglia addestramento difesa locale

  - Comando scuole dell'Aeronautica
  - Accademia sottufficiali tecnici
  - Accademia sottufficiali amministrativi
  - Accademia radio navigazione dell'Aeronautica
  - 128º Gruppo comunicazioni e avionica dell'Aeronautica – Kavouri, Atene

## Gradi
| Distintivo di grado degli ufficiali generali durante la monarchia | Distintivo di grado degli ufficiali generali durante la monarchia | Distintivo di grado degli ufficiali generali durante la monarchia | Distintivo di grado degli ufficiali generali durante la monarchia | Distintivo di grado degli ufficiali generali durante la monarchia | Distintivo di grado degli ufficiali generali durante la monarchia |
| Equivalente NATO                                                  | OF-10                                                             | OF-9                                                              | OF-8                                                              | OF-7                                                              | OF-6                                                              |
| ----------------------------------------------------------------- | ----------------------------------------------------------------- | ----------------------------------------------------------------- | ----------------------------------------------------------------- | ----------------------------------------------------------------- | ----------------------------------------------------------------- |
| Distintivo di grado Grecia                                        |                                                                   |                                                                   |                                                                   |                                                                   |                                                                   |
| Grado                                                             | Aitherárchis                                                      | Pterarchos                                                        | Antipterarchos                                                    | Ypopterarchos                                                     | Taxiarchos                                                        |
| greco                                                             | Αιθεράρχης                                                        | Πτέραρχος                                                         | Αντιπτέραρχος                                                     | Υποπτέραρχος                                                      | Ταξίαρχος                                                         |
| Equivalente italiano                                              | Maresciallo dell'aria1                                            | Generale d'armata aerea                                           | Generale di squadra aerea                                         | Generale di divisione aerea                                       | Generale di brigata aerea                                         |
| 1 Grado conferito solamente al re di Grecia                       |                                                                   |                                                                   |                                                                   |                                                                   |                                                                   |

| Ufficiali            | Ufficiali  | Ufficiali             | Ufficiali              | Ufficiali                 | Ufficiali  | Ufficiali          | Ufficiali   | Ufficiali | Ufficiali   | Ufficiali       |
| Equivalente NATO     | OF-9       | OF-8                  | OF-7                   | OF-6                      | OF-5       | OF-4               | OF-3        | OF-2      | OF-1        | OF-1            |
| -------------------- | ---------- | --------------------- | ---------------------- | ------------------------- | ---------- | ------------------ | ----------- | --------- | ----------- | --------------- |
| Distintivo di grado  |            |                       |                        |                           |            |                    |             |           |             |                 |
| Grado                | Pterarchos | Antipterarchos        | Ypopterarchos          | Taxiarchos                | Sminarchos | Antisminarchos     | Episminagos | Sminagos  | Yposminagos | Anthyposminagos |
| greco                | Πτέραρχος  | Αντιπτέραρχος         | Υποπτέραρχος           | Ταξίαρχος                 | Σμήναρχος  | Αντισμήναρχος      | Επισμηναγός | Σμηναγός  | Υποσμηναγός | Ανθυποσμηναγός  |
| Equivalente italiano | Generale   | Generale di sq. aerea | Generale di div. aerea | Generale di brigata aerea | Colonnello | Tenente colonnello | Maggiore    | Capitano  | Tenente     | Sottotenente    |

| Distintivo di grado  |                 |                          |                            |                        |                        |          |                   |                      |                 |               | Nessun distintivo  |
| Grado                | Anthypaspistis  | Archisminias             | Archisminias Emth-ΜΕΕ-Epop | Episminias             | Episminias Emth-Epop   | Sminias  | Sminias Emth-Epop | Klirotos Sminias     | Yposminias EPOP | Sminitis EPOP | Sminitis           |
| Greco                | Ανθυπασπιστής   | Αρχισμηνίας              | Αρχισμηνίας ΕΜΘ-ΜΕΕ-ΕΠΟΠ   | Επισμηνίας             | Επισμηνίας ΕΜΘ-ΕΠΟΠ    | Σμηνίας  | Σμηνίας ΕΜΘ-ΕΠΟΠ  | Κληρωτός Σμηνίας     | Υποσμηνίας ΕΠΟΠ | Σμηνίτης ΕΠΟΠ | Σμηνίτης           |
| Equivalente italiano | 1º luogotenente | maresciallo di 1ª classe | maresciallo di 1ª classe   | Sergente maggiore capo | Sergente maggiore capo | Sergente | Sergente          | Sergente (coscritto) | Aviere capo     | Aviere        | Aviere (coscritto) |

## Aeromobili in uso
Sezione aggiornata annualmente in base al World Air Force di Flightglobal del corrente anno. Tale dossier non contempla UAV, aerei da trasporto VIP ed eventuali incidenti accorsi durante l'anno della sua pubblicazione. Modifiche giornaliere o mensili che potrebbero portare a discordanze nel tipo di modelli in servizio e nel loro numero rispetto a WAF, vengono apportate in base a siti specializzati, periodici mensili e bimestrali. Tali modifiche vengono apportate onde rendere quanto più aggiornata la tabella.
| Aeromobile                           | Origine     | Tipo                                                            | Versione (denominazione locale)              | In servizio (2024) | Note | Immagine |
| Aerei da combattimento               |             |                                                                 |                                              |                    | |          |
| Lockheed F-16 Fighting Falcon        | Stati Uniti | cacciabombardiereconversione operativa                          | F-16CF-16D                                   | 11339              | 34 F 16C e 6 F 16D acquistati nel 1987 (Programma Peace Xenia I), 40 F-16C/D Block 50 nel 1993 (Programma Peace Xenia II), 40 F 16C e 20 F 16D Block 52+ Advanced nel 2004 (Programma Peace Xenia III), 30 velivoli (Programma Peace Xenia IV), tra il 2009 e il 2010, per rimpiazzare gli aeromobili A-7 Corsair II dismessi. Il Dipartimento di Stato americano ha approvato un massiccio programma di upgrade, del valore di 2,4 miliardi di dollari, che porterà gli F-16 Block 30/50/52+ all’ultimo standard, noto come F-16V. Il core dell’aggiornamento è costituito dall’adozione del potente radar AESA Northrop Grumman Scalable Agile Beam Radar (SABR) APG-83. A ciò bisogna poi aggiungere, tra l’altro, l’adozione di nuovi computer di missione modulari, del sistema di comunicazione tattico aria-terra-mare SDR (Software Defined Radio) Rockwell Collins Multifunctional Information Distribution System Joint Tactical Radio Systems e del nuovo sistema di navigazione GPS/inerziale Northrop Grumman LN-260. A dicembre 2019, la Grecia ha assegnato a Lockheed Martin un contratto da 280 milioni di dollari per l'aggiormamento di 84 tra F-16C/D Block 52 ed F-16C/D Block 52+ Advanced (programma Peace Xenia IV) per portarli allo standard F-16V. Altri 70 F-16 C/D più anziani, Block 30/50 non verranno invece aggiornati. Un F-16C è precipitato il 20 marzo 2024. |          |
| Dassault Mirage 2000                 | Francia     | cacciabombardiereconversione operativa                          | Mirage 2000EGMirage 2000-5Mirage 2000BG/-5BG | 5242               | 36 Mirage 2000 EGM, 4 Mirage 2000BGM e 24 Mirage 2000-5 consegnati. Dei 41 monoposto in servizio al dicembre 2017, uno è andato perso ad aprile 2018. |          |
| McDonnell Douglas F-4 Phantom II     | Stati Uniti | cacciabombardiere                                               | F-4E AUP(Avionic Upgrade Program)            | 17                 | Nel 1972 la Grecia siglò il programma Peace Icarus I con l’USAF che prevedeva la fornitura di 36 F-4E Phantom II, i primi quattro dei quali furono conseganti il 5 aprile 1974, con consegne completate nel novembre dello stesso anno. 18 F-4E e 8 RF-4E ordinati il 16 luglio 1977 con il programma Peace Icarus II, con gli F-4E consegnati tra il maggio e dicembre 1978, e gli RF-4E consegnati tra il settembre 1978 e aprile 1979. Nel 1991 l’aviazione greca ricevette ulteriori 28 F-4E ceduti dall’Air Indiana Air National Guard sotto l’accordo SRA (South-eastern Regional Agreement). Tutti gli aerei superstiti furono sottoposti a partire dal 1997 al programma AUP (Avionic Upgrade Program). Questo comprendeva un sistema avionico completamente modernizzato, con un databus 1553 e un nuovo radar AN/APG 65GY, nuovi computer di missione, sistema centrale d’armamento, sistema di navigazione comprendente GPS e INS, sistemi di comunicazione, TCAN, altimetro radar (RADALT), sistema di trasferimento dati e registrazione video, il computer centrale dati di volo CPU-143/A, Modular Multi-Role Computer (MMRC), sistema di navigazione inerziale girolaser, AN/APX-113 Advanced Identification Friend and Foe (AIFF) e displays multifunzionali a colori, HOTAS (Hands on Throttle and Stick), Head Up display migliorato e un potenziato sistema di allarme audio. Ciò permise di introdurre nuovi armamenti, come i missili AIM 120 Amraam, le bome GBU-16 e GBU 24, i missili AGM 65 Maverick, e l’utilizzo del Pod Litening. A luglio 2017 risultavano in servizio 34 F-4E. Un esemplare è precipitato il 30 gennaio 2023. |          |
| Dassault Rafale                      | Francia     | caccia multiruolocaccia multiruolo bipostoconversione operativa | Rafale EG Rafale DG                          | 186                | 14 Rafale EG monoposto e 4 Rafale DG biposto selezionati il 17 dicembre 2020, con contratto ufficializzato il 25 gennaio 2021. Dodici dei diciotto aerei (10 monoposto e due biposto) sono aeromobili ex aeronautica militare francese. Il primo esemplare, un Rafale DG (un biposto ex Armée de l'Air), è stato consegnato il 21 luglio 2021, in Francia, dove restò per alcuni mesi per permettere l'addestramento di tecnici ed armieri. Ulteriori 6 esemplari (4 monoposto e 2 biposto) annunciati a settembre 2021, furono ufficialmente acquistati a marzo 2022, portando a 24 il totale degli aerei ordinati. Consegnato assieme ad altri 5 aeromobili presso la base di Tanagra in Grecia. I primi 6 Rafale F3R (4 monoposto più 2 biposto) arrivarono in Grecia il 19 gennaio 2022. L'ultimo dei 24 aerei ordinati, un monoposto Rafale EG, è stato consegnato il 9 gennaio 2025. |          |
| Aerei per da impieghi speciali       |             |                                                                 |                                              |                    | |          |
| Embraer EMB 145H AEW&C               | Brasile     | AEW                                                             | Erieye EMB-145H AEW&C                        | 4                  | 4 EMB-145H AEW&C consegnati. |          |
| Lockheed EC-130 Hercules             | Stati Uniti | ELINT                                                           | EC-130H                                      | 2                  | 2 EC-130H consegnati nel 2013, ottenuti modificando 2 esemplari da trasporto. |          |
| Beechcraft B350 Super King Air       | Stati Uniti | ELINT                                                           | B350ER                                       | 2                  | 2 B350ER ordinati. Sono una donazione della Fondazione Stavros Niarchos. |          |
| Canadair CL-415 Super Scooper        | Canada      | ricerca e soccorso e CSAR                                       | CL-415GRDHC-515 Firefighter                  | 10                 | 1 CL-415GR consegnato. 7 nuovi DHC-515 Firefighter ordinati il 21 marzo 2024. |          |
| Canadair CL-215 Scooper              | Canada      | aereo antincendio                                               | CL-215GR                                     | 10                 | 15 CL-215GR consegnati. Tre degli undici Canadair CL-215GT ancora in servizio all'aprile 2023 sono esemplari ex Aeronautica jugoslava acquistati di seconda mano a metà degli anni novanta. Un esemplare è stato perso in un incidente il 25 luglio 2023. |          |
| PZL Mielec M18 Dromader              | Polonia     | aereo antincendio                                               | M-18BM-18BS                                  | 21                 | 30 PZL M-18 e 3 PZL M-18BS consegnati, 12 persi in incidenti. |          |
| Aeromobili a pilotaggio remoto - UAV |             |                                                                 |                                              |                    | |          |
| IAI Heron                            | Israele     | UAV                                                             | Heron Mk.1                                   | 3                  | 3 Heron Mk.1 presi in leasing nel 2020 con scadenza del contratto nel 2024. |          |
| HAI E1-79 Pegasus II                 | Grecia      | UAV da ricognizione                                             | E1-79                                        | 16                 | |          |
| Aerei da trasporto                   |             |                                                                 |                                              |                    | |          |
| Alenia Aermacchi C-27J Spartan       | Italia      | aereo da trasporto tattico                                      | C-27J                                        | 8                  | 12 C 27J ordinati, ma solo 8 consegnati tra il 2005 e il 2006 per tagli alle spese militari. |          |
| Lockheed C-130 Hercules              | Stati Uniti | aereo da trasporto                                              | C-130B Herc 2020C-130H Herc 2020             | 27                 | A partire dal settembre 1975 furono consegnati 5 C-130B e 13 C-130H. Nel 2005, sugli esemplari superstiti è stato introdotto un Avionic Upgrade program denominato Herc 2020 che includeva nuovo radar, FMS, EGPWS, TCAS, pilota automatico migliorato e sistemi di auto-protezione. Il 10 febbraio 2023 l'aeronautica ha dichiarato che quasi tutti i suoi nove C-130 (2 C-130B e 7 C-130H) sono stati messi a terra, a causa di problemi strutturali, e che si sta vagliando l'acquisto di 6 C-130J sul mercato dell'usato. |          |
| Embraer ERJ-135ER                    | Brasile     | aere da trasporto VIP                                           | ERJ-135LR                                    | 1                  | 1 ERJ-135LR e un ERJ-135BJ consegnati. L'ERJ-135LR acquistato nel 2003 può trasportare un massimo di 32 persone, mentre l'ERJ-135BJ, acquistato nel 2002, può trasportare un massimo di 15 persone. L'ERJ-135BJ è stato donato a Cipro ad agosto 2022. |          |
| Gulfstream V                         | Stati Uniti | aereo da trasporto VIP                                          | G500                                         | 1                  | 1 G500 consegnato. In fase di vendita a seguito dell'acquisto di un Dassault Falcon 7X. |          |
| Dassault Falcon 7X                   | Stati Uniti | aereo da trasporto VIP                                          | Falcon 7X                                    | 1                  | 1 Falcon 7X concesso a titolo gratuito da Dassault Aviation, per un obbligo non rispettato dalla Francia in seguito al contratto per i Mirage 2000-5 firmato nel 2000. Consegnato a novembre 2021. |          |
| Aerei da addestramento               |             |                                                                 |                                              |                    | |          |
| Alenia Aermacchi M-346 Master        | Italia      | aereo da addestramento                                          | M-346B                                       | 5                  | 10 M-346B, ordinati nel gennaio 2021 per la creazione di una scuola di volo in accordo con l'israeliana Elbit Systems. Leonardo fornirà 10 aerei per 1,375 miliardi di euro ad Elbit, che a sua volta venderà o offrirà in leasing all'Aeronautica greca i velivoli mediante un pacchetto di servizio completo. Primi due esemplari consegnati il 11 maggio 2023 ed immessi in servizio il 16 maggio 2023. Terzo esemplare consegnato il 4 ottobre 2023, seguito dal quarto il 19 dicembre dello stesso anno. |          |
| North American T-2 Buckeye           | Stati Uniti | addestramento avanzato                                          | T-2CT-2E                                     | 4                  | 40 T-2E acquistati ne 1974 e consegnati nel 1976. Uno si è schiantato il 3 gennaio 2018. Un T-2E è stato perso in un incidente il 27 dicembre 2023. |          |
| Raytheon T-6 Texan II                | Stati Uniti | addestramento di base                                           | T-6A Texan                                   | 45                 | 45 T-6A ordinati nel 1999 e consegnati tra il 2002 e il 2003. Velivoli suddivisi in 25 T-6A standard e 20 T-6A-NTA dotati di sei punti d'attacco sotto le ali per una limitata capacità di attacco al suolo. Secondo il WAF di Flightglobal sarebbero solo 22 gli esemplari in organico. |          |
| Tecnam P2002 Sierra                  | Italia      | addestramento di base                                           | P2002JF                                      | 12                 | 12 P2002JF ordinati a maggio 2018 per sostituire i T-41D Mescalero. Il primo esemplare è stato consegnato l'11 ottobre 2018 e tutti gli aerei risultano operativi al novembre del 2019. |          |
| Elicotteri                           |             |                                                                 |                                              |                    | |          |
| AgustaWestland AW109                 | Italia      | MedEvac                                                         | AW109EAW109 Trekker                          | 32                 | 6 AW109E consegnati a partire dal 2001. Gli AW109 Trekker sono stati donati dalla Fondazione Stavros Niarchos nel 2021 e sono di proprietà del Ministero della salute. Tutti gli elicotteri sono utilizzati come eliambulanza. |          |
| Agusta-Bell AB-205                   | Italia      | SAR                                                             | AB-205A-1                                    | 12                 | 13 AB 205A-1 consegnati. |          |
| Aérospatiale AS 332 Super Puma       | Francia     | SAR                                                             | AS 332C1 Super Puma                          | 12                 | 12 AS 332C1 consegnati. |          |
| Agusta-Bell AB-212                   | Italia      | elicottero utility                                              | AB-212                                       | 4                  | 4 Bell 212 consegnati. |          |

## Aeromobili ritirati
- Embraer ERJ-135BJ - 1 esemplare (2002-2022)[40]
- Cessna T-41D Mescalero - 21 esemplari (1969-2022)[65]
- McDonnell Douglas RF-4E Phantom II - 35 esemplari (1978-2017)[20][66][67][68]
- Dassault Mirage F1CG - 40 esemplari (1975-2003)[69]
- Northrop F-5 Freedom Fighter
- Vought A-7H Corsair II - 60 esemplari (1975-2007)[70][71]
- Vought TA-7H Corsair II - 5 esemplari (1980-2007)[70][71]
- Vought A-7E Corsair II - 42 (1992-2014)[70][71]
- Vought TA-7C Corsair II - 18 esemplari (1992-2014)[70][71]
- Cessna T-37C Tweet - 25 esemplari (1970-2002)[44]
- Cessna T-37B Tweet - 19 esemplari (1985-2002)[44]
- Lockheed F-104 Starfighter
- Convair F-102A Delta Dagger - 19 esemplari (1970-1977)[72][73]
- Convair TF-102A Delta Dagger - 5 esemplari (1970-1977)[72][73]
- North American F-86D Sabre
- Republic F-84 Thunderjet
- Republic F-84F Thunderstreak
- Republic RF-84F Thunderflash
- Canadair Sabre
- Lockheed T-33 Shooting Star
- North American T-6D/G Texan/Harvard Mk IIA/B/III - 108 esemplari (1947-1969)[74]
- Nord 2501 Noratlas
- Douglas C-47 Skytrain